# Gustave Stinglhamber
Gustave Marie Eugène Jules Emile Joseph Stinglhamber (Brussel, 30 oktober 1870 – aldaar, 18 maart 1952) was een Belgisch militair, die in 1904-1909 ordonnansofficier was van koning Leopold II. Hij diende in de Eerste Wereldoorlog en zette zich daarna in voor het fronttoerisme in de IJzerstreek, Zeebrugge en Oostende.

## Leven
Hij was een zoon van de bankbediende Emile Stinglhamber en Josephine Delloye. In 1890 ging hij als milicien bij het leger en later dat jaar schreef hij zich in aan de Militaire School. Na de twee jaar die nodig waren om onderluitenant te worden, ging hij bij de artillerie. Hij werd bevorderd tot luitenant (1899) en studeerde nog twee jaar aan de Oorlogsschool (1901-1903). 
Op 23 november 1904 nam Edmond Carton de Wiart hem op in het persoonlijk kabinet van Leopold II. Hij vergezelde de vorst op tal van reizen en zorgde met name voor de communicatie (uittypen van notities, versleutelen en ontsleutelen, enz.). Hij was getuige van het verbranden van de archieven na de gedwongen overname van de Onafhankelijke Congostaat door België. Daarover had Leopold aan Stinglhamber gezegd: "Ik zal hun mijn Congo geven, maar ze hebben niet het recht te weten wat ik er gedaan heb". Na de dood van Leopold in 1909 vervoegde hij een état-major van het leger, maar niet alvorens hij gedurende drie maanden met Auguste Goffinet veertien kisten gevoelige notities gesorteerd had in opdracht van koning Albert I.
In januari 1913 werd hij gedetacheerd naar het Militair Cartografisch Instituut om voor de civiele lijst een karteringsmissie in Belgisch-Congo te leiden. Bij het uitbreken van de Eerste Wereldoorlog eiste generaal Charles Tombeur alle leden van de missie op en werd Stinglhamber majoor in de Force Publique. Hij nam deel aan de Tanganyikacampagne maar werd ziek teruggestuurd en reisde in mei 1916 naar Londen. Op eigen verzoek mocht hij vanaf 8 juli meevechten aan het front in de artillerie. Op 27 september 1918 verkreeg hij de graad van luitenant-kolonel. Tijdens het slotoffensief leed hij aan een zenuwinzinking, die tot gevolg had dat hij na de oorlog werd ontlast van zijn commando. In 1920 werd hij op rust gesteld met de graad van erekolonel.
Hij ging als burger werken voor een provinciedienst van West-Vlaanderen. Onder zijn impuls ontstond het Zeebrugge Museum (1923-1980) over de blokkadeacties van 1918 in de Haven van Zeebrugge. Als voorzitter van het informatiekantoor Syndicat d'initiative de Zeebrugge probeerde hij het toerisme te stimuleren. Ook hielp hij de Oostendse bibliothecaris Carlo Loontiens met het inrichten van een ander museum over duikbootblokkades in het Fort Napoleon. Het opende in 1930. Datzelfde jaar was Stinglhamber stichtend voorzitter van de vereniging Amis et serviteurs de Léopold II, die aan de basis lag van de collectie van het BELvue Museum. Ter gelegenheid van de honderdste geboortedag van Leopold II organiseerde hij in 1935 een tentoonstelling.
Zijn oudste zoon Robert werd tijdens de Tweede Wereldoorlog geëxecuteerd door de Duitsers nadat hij was geparachuteerd boven België. Een andere zoon André leefde in Rwanda.
In 1945 verscheen een boek dat hij met Paul Dresse schreef over zijn jaren met Leopold II. Ze namen er ook een ingekort artikel van Jules Garsou in op. Een tweede deel met de werktitel Léopold II intime, gepland met E. Bodeux, zag nooit het licht. Op het einde van zijn leven liet Stinglhamber zich opnemen bij de broeders alexianen, waar hij overleed.

## Onderscheidingen
Stinglhamber ontving Belgische, Britse en Franse militaire onderscheidingen.

## Publicaties
- Rapport sur la Mission Cartographique au Congo Belge, z.j.
- Zeebrugge. Sa création. Son rôle durant la guerre. Son avenir, 1923
  - Story of Zeebrugge, with an account of the blocking of Zeebrugge St. George's Day, 23 April 1918, 1923
- Zeebrugge Museum. Guide officiel, 1923
- Guide to the Zeebrugge War Museum, 1925
- Léopold II au travail, 1945 (met Paul Dresse)